# In the Land of Grey and Pink
In the Land of Grey and Pink, ett musikalbum av gruppen Caravan utgivet 1971 på skivbolaget Deram. Albumet har ett avslappnat sound och texterna är milt humoristiska. På original-LP-utgåvan består sida ett av fyra längre kompositioner och sida två av ett enda långt musikstycke uppdelat i flera etapper.

## Låtlista
Alla låtar skrivna av Coughlan/Hastings/D. Sinclair/R. Sinclair
1. Golf Girl - 5:00
2. Winter Wine - 7:36
3. Love to Love You (And Tonight Pigs Will Fly) - 3:04
4. In the Land of Grey and Pink - 5:00
5. Nine Feet Underground - Nigel Blows a Tune - Love's a Friend - Make It 76 - Dance of the Seven Paper Hankies - Hold Granded By the Nose - Honest I Did! - Disassociation - 100% Proof - 22:43